# Monogástrico

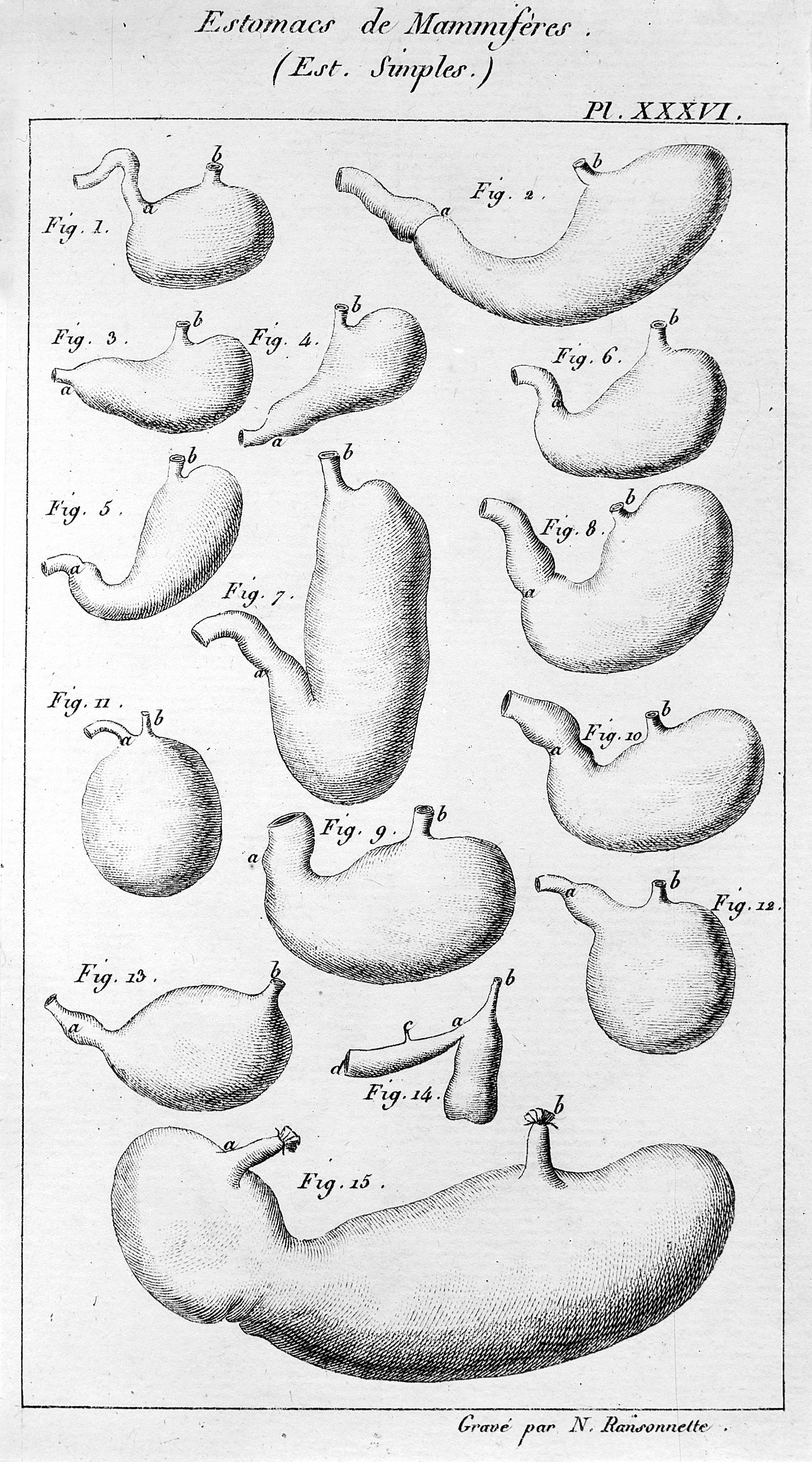
Dibujo que muestra diferentes Monogástricos.

Monogástrico, de mono- (uno solo, único) y gástrico (perteneciente o relativo al estómago). Se dice de los animales que presentan un estómago simple, con una capacidad de almacenamiento media, así pues, como la del ser humano.
Los animales mono-gástricos no hacen fermentación pre-gástrica, sin embargo, algunos tales como los conejos y caballos, hacen una fermentación post-gástrica, gracias a que poseen un ciego funcional, el cual en su interior posee a los microorganismos capaces de digerir eficientemente porciones de fibra (celulosa y hemicelulosa).
Ejemplos de animales monogástricos incluyen omnívoros como los humanos, ratas y cerdos, carnívoros como perros y gatos, y los herbívoros como caballos y conejos.
Aquellos animales que no son considerados Monogástricos, son los denominados rumiantes.
- Datos: Q1261446